# Шипибо-конибо

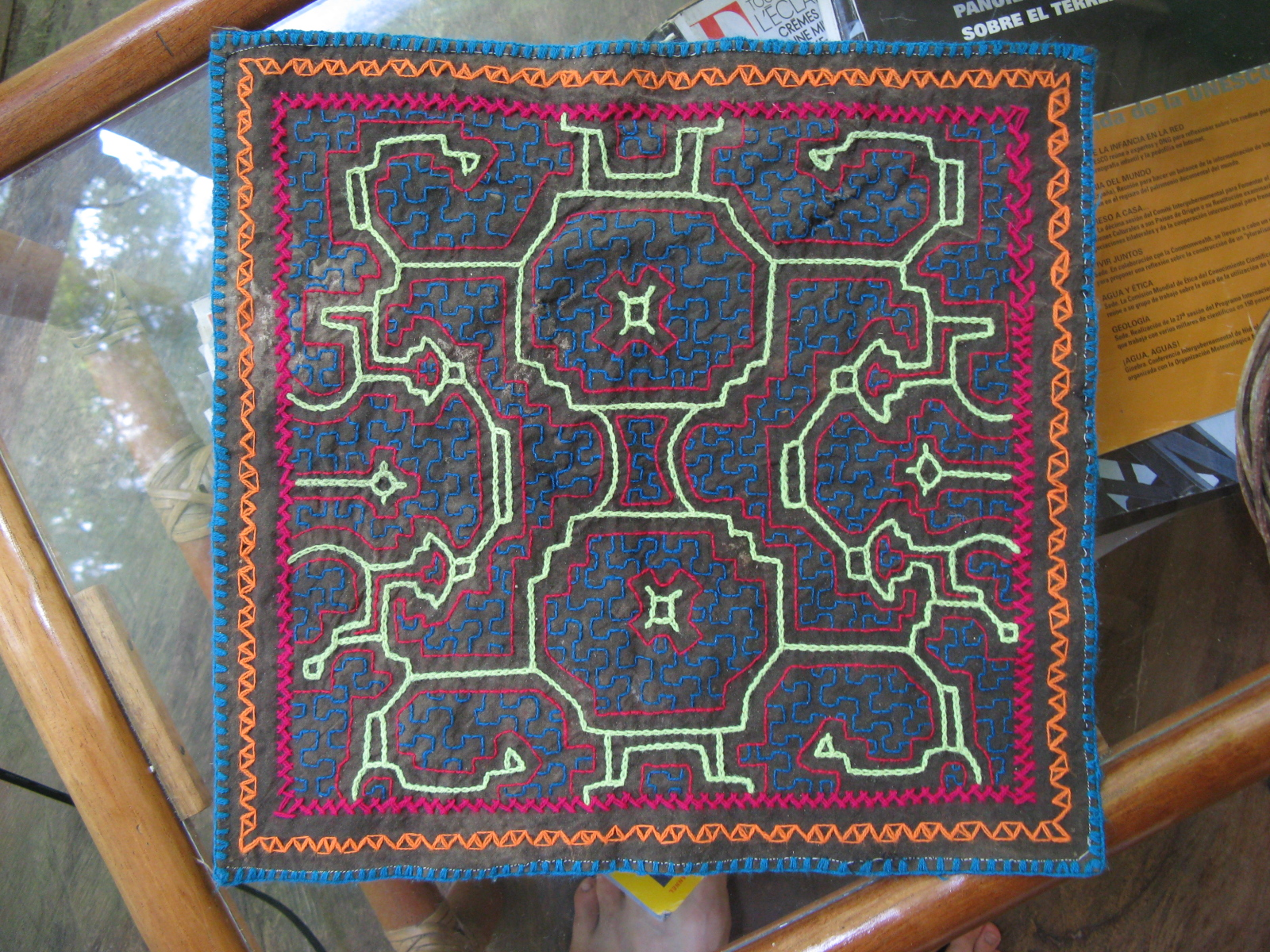
Вышивка племени шипибо-конибо

Шипибо-конибо — индейское племя, по сути представляющее собой союз племен. Говорят на языке шипибо-конибо. Шипибо-конибо населяют амазонскую сельву на территории современного Перу. По данным переписи 1998 года численность составляет около 30 000 человек, без учёта переселившихся в города. Основные занятия — земледелие в поймах рек и рыболовство, приготовление пива, обслуживание перевозок по рекам. Племя славится среди других индейских племен своими шаманами, из их числа вышел известный перуанский художник Пабло Амаринго. О шаманизме шипибо-конибо исследователь Ян Кунен снял фильм «Иные миры».

## История
Предки конибо пришли на Укаяли в VIII веке видимо с Амазонки, поднимаясь вверх по течению, и вытеснили предков шипибо на притоки. В дальнейшем на основе этих двух крупных компонентов сложился единый племенной союз. Шипибо традиционно вели более примитивное хозяйство, у конибо была существенно более сложная социальная организация, крупные поселения (протогорода) с населением до тысяч человек, развитое искусство и значительные астрономические познания. Они владели гончарным делом и навыками судостроения (лодки-однодревки).
В XVI-XVIII веках как результат метисации шипибо и конибо внутри племени сформировался отдельный этнос чама, относимый к группе пано и проживающий в настоящее время на берегах Укаяли в среднем течении, насчитывавший на 1982 год оценочно 15 000 человек.

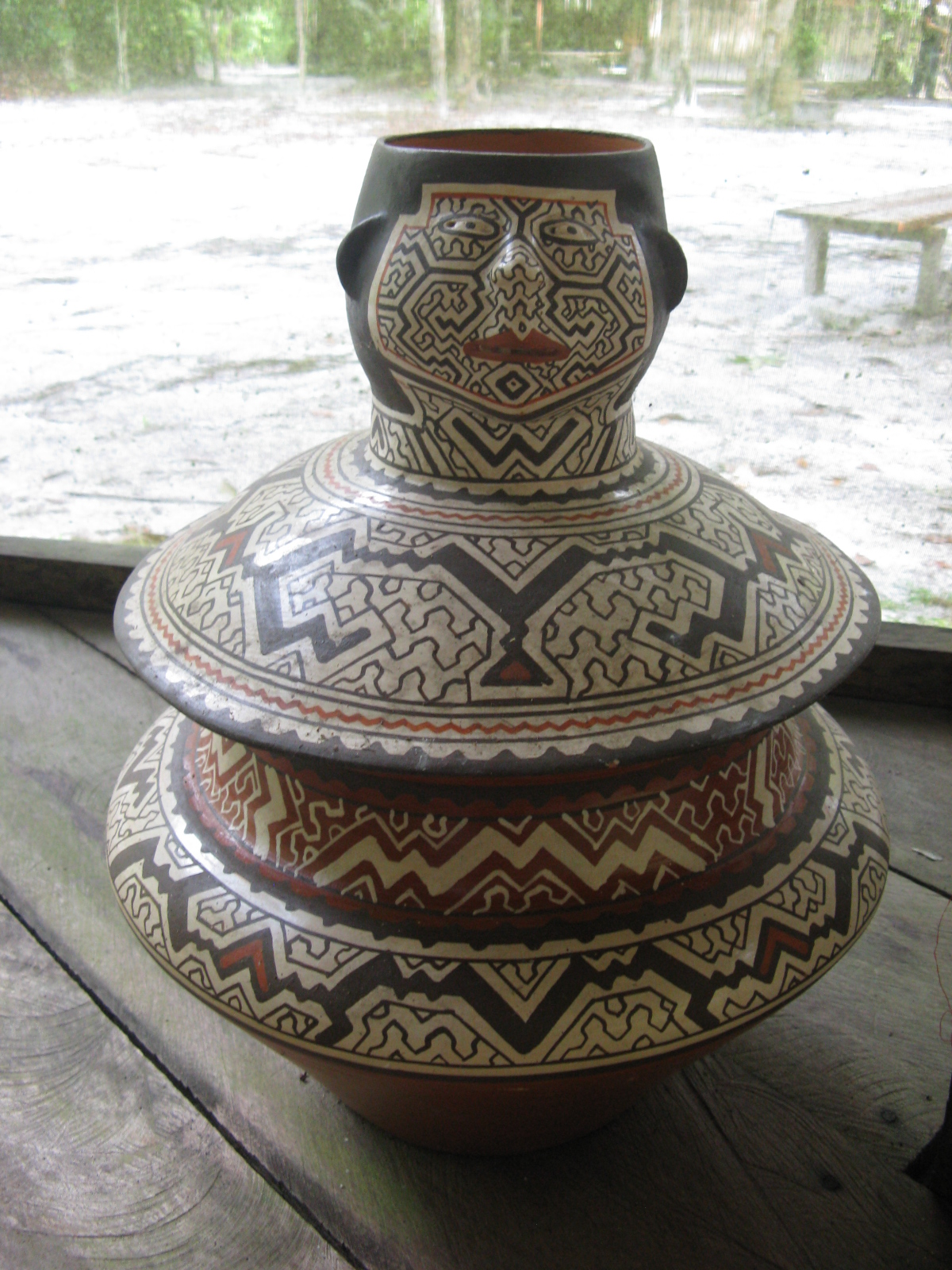
Народное творчество племени шипибо-конибо

## Мифология
В языческой мифологии конибо важное место занимает сюжет о Пернатом Змее и тезис о двойственности души (в каждом человеке сидит дракон), в то время как у шипибо центральное место занимает легенда о всемирном потопе. Согласно исследованиям Павла Берсенева, шипибо полагают, что в начале мир был един, но первичный бог «Отец Солнце», видя, что его дети непослушны, наказал их потопом, в ходе которого удалось спастись только шипибо. После этого исходный мир был разделен на четыре:
- мир вод — Хене Нете, с живущим в нём богом-охранителем
- тварный мир — Нон Нете, где находятся животные, которых едят шипибо, различные растения, деревья, минералы, птицы и все живые существа
- жёлтый мир — Пансин Нете, мир грехов и дурного духа
- чудесное пространство, где находится Солнце, — Хакон Нете — мир, в который прибывают после смерти избранные души, которые в жизни жили по правилам

Если мужчина вел себя при жизни недостойно, он превращается в ягуара или каймана, и если женщина была неверной, она становится опоссумом или броненосцем.